# Бретт Владислав Йосипович
Владисла́в Йо́сипович Бретт (нар. 13 січня 1887, Червоне, Солотвинська волость, Житомирський повіт, Волинська губернія — пом. ?) — військовик, прапорщик.

## Життєпис

### Родина
Народився в сім'ї римо-католицького селянина.

### Освіта
Навчався в гімназії у місті Златопіль з 1901 року, яку успішно закінчив (випуск 1912 року, атестат № 547). За опитуванням мав намір продовжити навчання на економічному факультеті Київського комерційного інституту.

### Військова діяльність
З вибухом  Першої світової війни 1 лютого 1915 року отримує звання прапорщик після навчання у 1-му Київському військовому училищі і скеровується у 194-й Троїцько-Сергіївський піхотний полк. Неодноразово відзначається у битвах, за що отримує державну нагороду.

## Нагороди
- Орден Святої Анни 4 ступеня з написом «За хоробрість» (21 грудня 1916 року затверджено нагородження командувачем 3-ю армією за відзнаку в битвах з ворогом)[4].

## Зазначення
1. ↑  Державний архів Кіровоградської області. Список учнів і сторонніх осіб, які бажають скласти іспит зрілості в 1912 році. Ф. 499 опис 1 справа 511 С. 56 [Архівовано 30 листопада 2016 у Wayback Machine.](рос. дореф.)
2. ↑  [ http://dakiro.kr-admin.gov.ua/ [Архівовано 30 листопада 2016 у Wayback Machine.] Державний архів Кіровоградської області. Список учнів і сторонніх осіб, які склали іспит зрілості в 1912 році. Ф. 499 опис 1 справа 507 С. 29](рос. дореф.)
3. ↑  Высочайшие приказы о чинах военных. 1915 г., январь — февраль. Санкт-Петербург. 1915. С. 703 [Архівовано 30 травня 2017 у Wayback Machine.](рос. дореф.)
4. ↑  Высочайшие приказы о чинах военных. 1916 г., 1 декабря — 31 декабря. Санкт-Петербург. 1916. С. 1272 [Архівовано 30 червня 2017 у Wayback Machine.](рос. дореф.)